# Король понта
«Король понта» (второе название Зомби) — второй студийный электрический альбом группы Комитет охраны тепла. «Король понта» одно из прозвищ Олди, вокалиста группы. Так его назвал художник, писатель и автор-исполнитель песен Альберт Тайников из Калининграда. Олди очевидно был не против подобного «титула».

## Список композиций
Слова и музыка всех песен — Олди (Сергей Белоусов).
| №   | Название          | Длительность |
| --- | ----------------- | ------------ |
| 1.  | «Опять попали»    | 2:41         |
| 2.  | «Колыбель»        | 2:40         |
| 3.  | «Новый солдат»    | 2:49         |
| 4.  | «Africa»          | 2:24         |
| 5.  | «Jedem das seine» | 2:42         |
| 6.  | «Кауа»            | 1:47         |
| 7.  | «Скоро лето»      | 2:31         |
| 8.  | «Мех. цех»        | 3:33         |
| 9.  | «Не верь мне»     | 3:09         |
| 10. | «Красные волки»   | 2:34         |
| 11. | «Тюремный рок»    | 4:45         |
| 12. | «Резиновый танк»  | 2:41         |

## Участники
- Сергей "Олди" Белоусов — вокал, гитара
- Андрей Коломыйцев — клавиши
- Валерий "Стэн" Симченко — бас-гитара
- Ирина Сильченко  — бэк-вокал
- Андрей Брытков  — саксофон
- Александр "Саша Шуриков" Багачевский — флейта

Запись — (1-5) Калининград, (6-12) Рига